# Pandanus coriaceus
Pandanus coriaceus är en enhjärtbladig växtart som beskrevs av Huynh. Pandanus coriaceus ingår i släktet Pandanus och familjen Pandanaceae.
Artens utbredningsområde är Madagaskar. Inga underarter finns listade.